# 酒卷和男
酒卷和男（1918年11月8日—1999年11月29日）是一名日本海軍軍官，他是第二次世界大戰中第一位被美軍俘虜的日本戰俘。

## 珍珠港事件

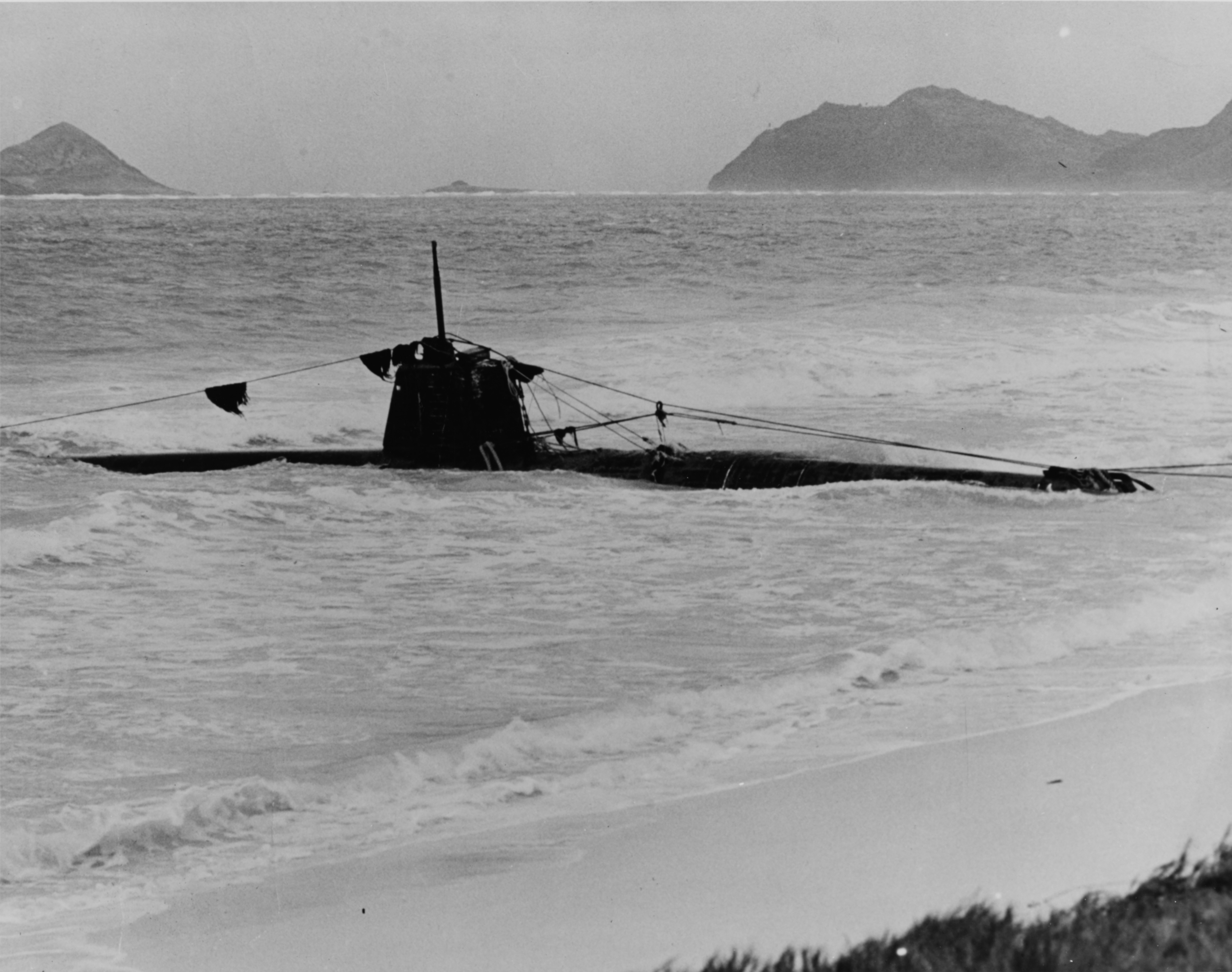
酒卷指揮的19號微型潛艇擱淺在歐胡島東岸

擱淺的19號微型潛艇

1941年12月7日凌晨3點33分，日本伊號第二十四潛艦在珍珠港入口西南偏西10.5海里處發射了微型潛艇19號，搭載成員為酒卷和男少尉以及稻垣清二等兵曹。19號潛艇於07:00到達珍珠港入口，但在空襲開始前無法入港。19號在08:00左右浮出水面並擱淺在礁石上，美國海軍赫姆號驅逐艦發現她後開火射擊，沒有命中但將19號震離了礁石，酒卷因此昏迷不醒。酒卷甦醒後，19號再次擱淺。她的兩名船員移動了她的壓載物並使她重新浮起來，但19號之後舵失靈了。在漂流時，19號在幾次深水炸彈攻擊中倖存下來。兩名船員試圖靠岸，結果她再次在礁石上擱淺。酒卷點燃了19號自毀的炸彈，但炸彈沒有爆炸，兩人棄船。1941年12月8日，在海中不省人事的酒卷在歐胡島東岸被沖上懷馬納洛海灘並被捕，成為二戰中第一位日本戰俘。

## 外部連結
- 赫姆號驅逐艦珍珠港事件報告 （页面存档备份，存于）